# Căpușu de Câmpie
Căpușu de Câmpie – wieś w Rumunii, w okręgu Marusza, w gminie Iclănzel. W 2011 roku liczyła 753 mieszkańców.